# Праскан
Праскан — деревня в Республике Коми, Россия, входит в городской округ Усинск.
Расположена на левом берегу реки Печора в малонаселённой местности. Ближайшие деревни: Захарвань (10 км к западу) и Щельябож (17 км к востоку).
Деревня Праскан основана в 1832 году Прасканом Ивановичем Каневым. Названа по имени основателя.
В деревне имеется Дом культуры, ФАП, магазин райпо. В деревне две улицы: Озёрная улица и Луговой переулок.
| 2010 |
| ---- |
| 44   |